# Dorfstraße 27 (Neuses am Berg)

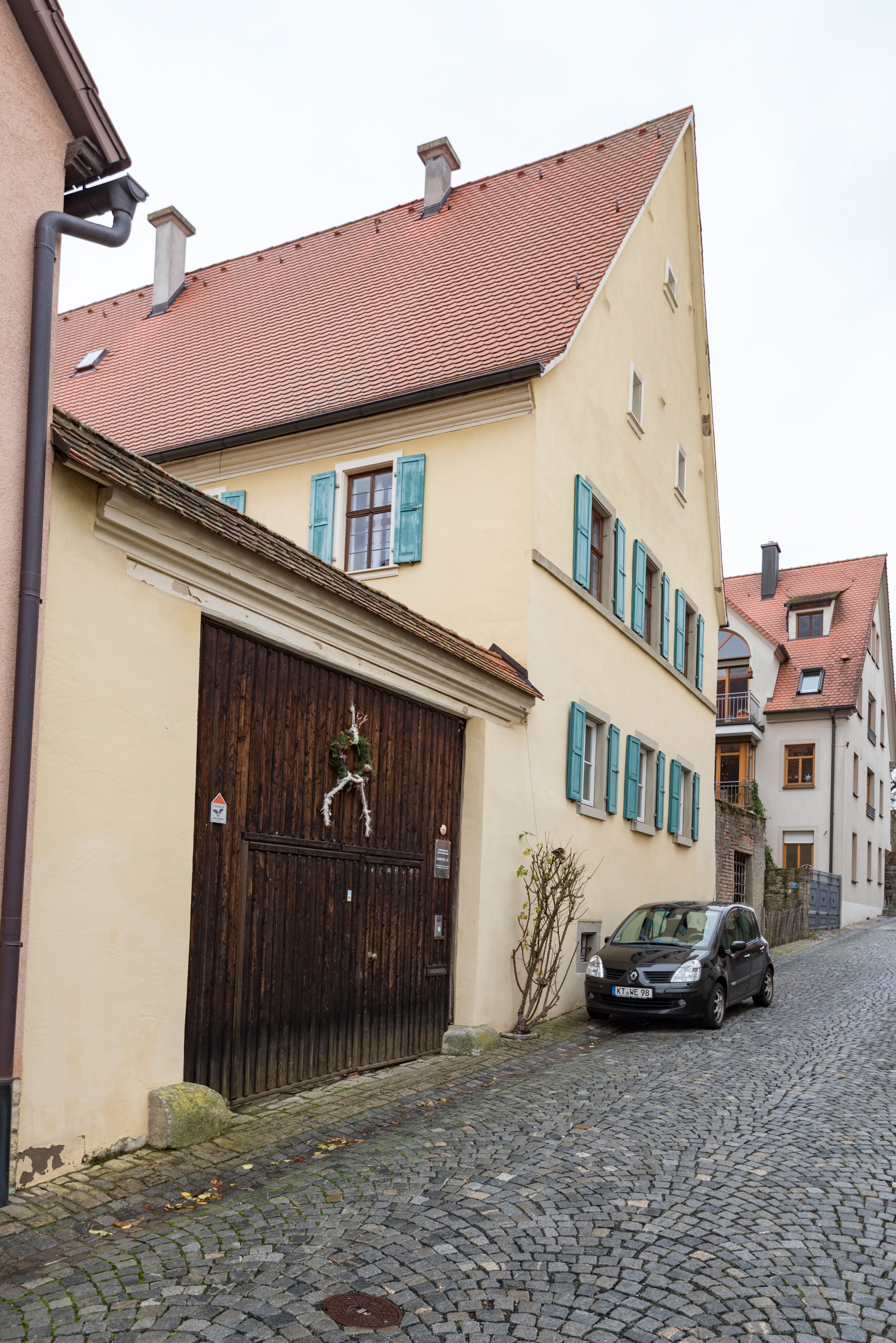
Das Haus in der Neuseser Dorfstraße

Das Haus Dorfstraße 27 (früher Hausnummer 95) ist ein denkmalgeschütztes Gebäude im Dettelbacher Ortsteil Neuses am Berg in Unterfranken.

## Geschichte
Das Haus gilt als das älteste erhaltene Bauwerk in Neuses. Es entstand bereits an der Wende vom 15. zum 16. Jahrhundert. Allerdings sind die Bewohner des Hauses erst ab dem 19. Jahrhundert bekannt. Im Jahr 1828 lebte im Haus Nr. 95 Johann Christian Krauß der Ältere. Er wurde 1767 als Sohn des aus Hohenfeld stammenden Georg Jakob Krauß geboren und war Stiftungspfleger. Krauß gehörte als halbmannschaftlicher Untertan sowohl zum schwarzachischen Dorfanteil und auch zur markgräflich-preußischen Gemeinde.
Krauß heiratete im Jahr 1790 die aus Rödelsee stammende Anna Dorothea Müller, mit der er sechs Kinder hatte. Das Haus erbte nach seinem Tod 1828 der jüngste Sohn Johann Christian der Jüngere. Er war Bauer in Neuses und heiratete  am 15. Juni 1830 die Zeilitzheimerin Maria Magdalena Zirkel. Bereits 1874 vererbte Johann Christian das Haus an seinen erstgeborenen Sohn Georg Valentin, der Sofia Katharina Böhm geheiratet hatte. Wahrscheinlich lebte der Vater noch bis zu seinem Tod 1883 in einem Austragshaus auf dem Grundstück.
Georg Valentin Krauß bekam ausschließlich Töchter, die den Hof nicht übernehmen durften.  Deshalb ging das Anwesen 1884 nach dem frühen Tod des Georg Valentin für kurze Zeit an den Landwirt Johann Matthäus Böhm über, seinen Schwiegervater.  Als Anna Dorothea Krauß, die älteste Tochter des Georg Valentin den Landwirt Johann Christian Reuther heiratete, ging das Haus 1898 an die Familie Reuther über. Über weitere Besitzerwechsel schweigen die Quellen.

## Beschreibung
Das Haus Dorfstraße 27 wird vom Bayerischen Landesamt für Denkmalpflege als Baudenkmal geführt. Es präsentiert sich als zweigeschossiger Satteldachbau, der giebelständig in Richtung der Neuseser Hauptstraße errichtet wurde. Das Anwesen wurde in Fachwerkbauweise errichtet und bildet mit den umgebenden Bauten an der oberen Dorfstraße ein Ensemble. Das Fachwerk ist heute nicht mehr sichtbar und wurde verputzt. Im der Straße abgewandten hinteren Teil des Grundstücks steht außerdem eine Scheune, die aus dem Jahr 1818 stammt.